# Triodia racemigera
Triodia racemigera är en gräsart som beskrevs av Charles Austin Gardner. Triodia racemigera ingår i släktet Triodia och familjen gräs. Inga underarter finns listade i Catalogue of Life.